# Volga-Dnepr Airlines
Volga-Dnepr Airlines est une compagnie aérienne russe spécialisée dans le transport de fret. La compagnie fut créée en 1990 et fait partie du Volga-Dnepr Group. Elle est basée à l'aéroport d'Oulianovsk. 

## Historique
En août 1990, la compagnie Volga-Dnepr Airlines est créée, et reçoit en 1991 ses 2 premiers avions, un Iliouchine Il-76 et un Antonov An-124.
Au début des années 1990, la compagnie passe un accord avec la compagnie de transport Air Foyle HeavyLift, cette dernière sera responsable des ventes de Volga-Dnepr jusqu'en 2001, après 10 ans de coopération.
En novembre 1996, la compagnie commença des vols passagers réguliers et charters en Russie.
En 2003, le groupe Volga-Dnepr crée la compagnie AirBridgeCargo destinée à des vols de fret programmés, tandis que Volga-Dnepr assure des services charter de transport lourd et hors-gabarit.
En 2004, Volga-Dnepr et Antonov Airlines s'allient et créent la coentreprise Ruslan SALIS GmbH. En 2016, leur accord s'achève, cependant les 2 compagnies continuent à coopérer pour la gestion de leur flotte.
À la suite des sanctions contre la Russie déclenchées lors de l'invasion de l'Ukraine par la Russie en février 2022, quatre de dix Antonov An-124 sont immobilisés à l'étranger, trois à l'aéroport de Leipzig/Halle en Allemagne et un numéroté RA-82078, depuis le 27 février 2022, à l'aéroport international Pearson de Toronto au Canada. La société russe a dû se séparer de deux cents pilotes suite aux sanctions.
En avril 2023, les autorités canadiennes annoncent que la propriété de l'avion immobilisé a Toronto sera transférée à l'Ukraine.

## Services

### Transport de fret

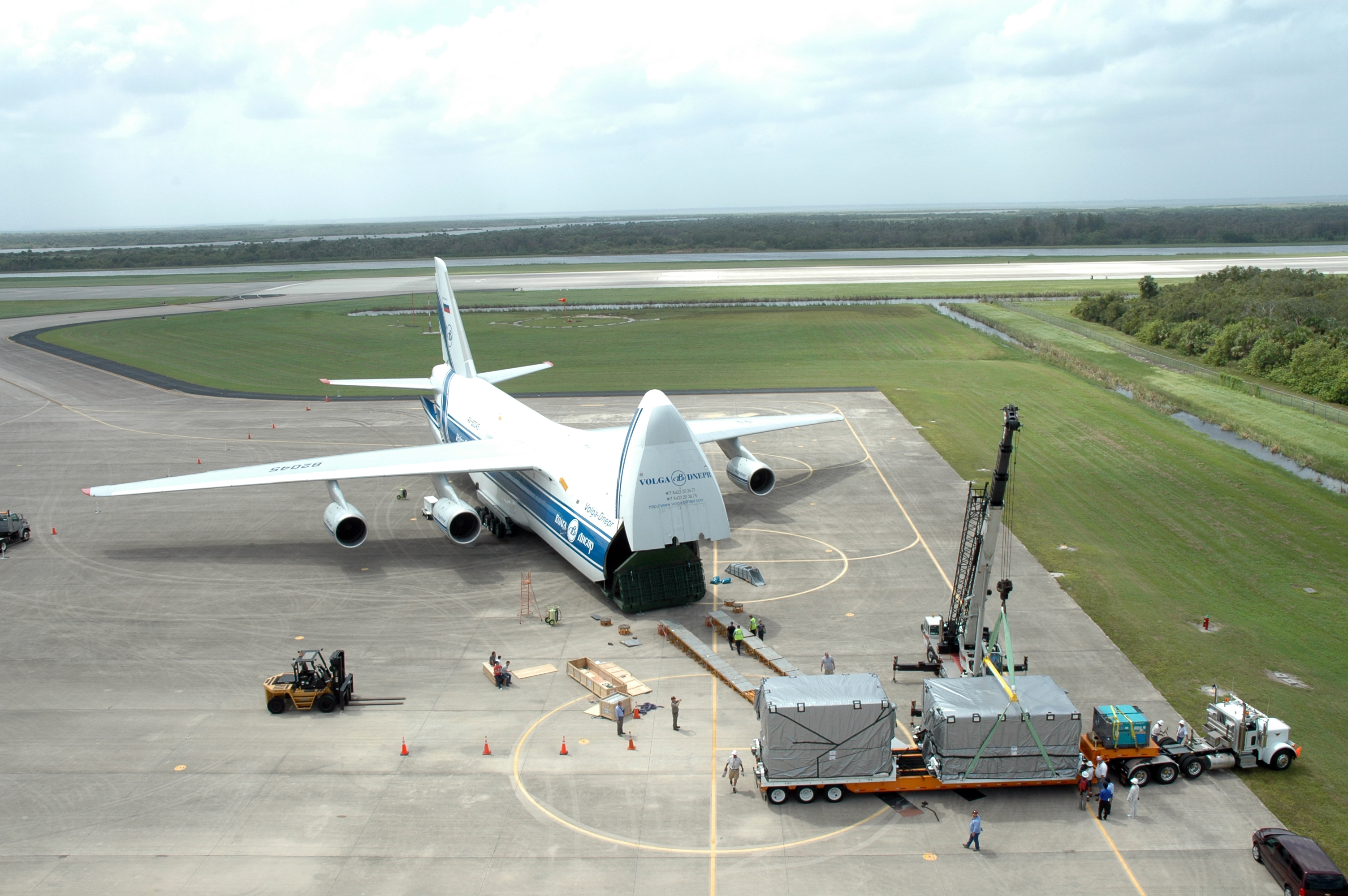
Module Kibō de la station spatiale internationale en cours de déchargement au Kenedy Space Center en 2008.

Volga-Dnepr est principalement spécialisée dans le transport de matériel encombrant ou lourd. Elle dispose pour cela de 2 types d'appareils d'origine soviétique, des Iliouchine Il-76 d'une capacité de transport de 60 tonnes, et des Antonov An-124 d'une capacité de transport de 150 tonnes.
La compagnie a déjà transporté de nombreuses cargaisons, notamment des véhicules tels que des hélicoptères, yachts, camions, voitures, des sections d'avions, mais aussi du transport de bétail, de transformateurs et d'équipements pour l'industrie pétrolière et gazière. La compagnie est aussi habilitée à transporter du matériel aérospatial, tel que des étages de fusées, des satellites, et a même transporté un module de la station spatiale internationale. Elle eut également un contrat avec le Air Mobility Command de l'US Air Force pendant plusieurs années, afin de transporter du matériel militaire.

### Transport de passagers
La compagnie effectua des vols passagers à partir de 1996, desservant les villes d'Oulianovsk et Moscou. L'année suivante, Saint-Pétersbourg et Sotchi furent ajoutées aux destinations. Les avions utilisés, des Yakovlev Yak-40, ont été retirés du service peu à peu dans les années 2000. Un exemplaire est préservé à Oulianovsk et un autre à Diatkovo.

## Code data
- Association internationale du transport aérien AITA Code : VI
- Organisation de l'aviation civile internationale OACI Code : VDA
- Nom d'appel : Volga-Dnepr

## Destinations
La compagnie a établi à travers le monde différentes bases afin de maximiser sa réactivité. Elle exploite ses avions cargo à travers le monde entier.
Sept bases sont exploitées par la compagnie : Houston, Shannon, Londres, Moscou, Oulianovsk, Pékin, Charjah.

## Flotte

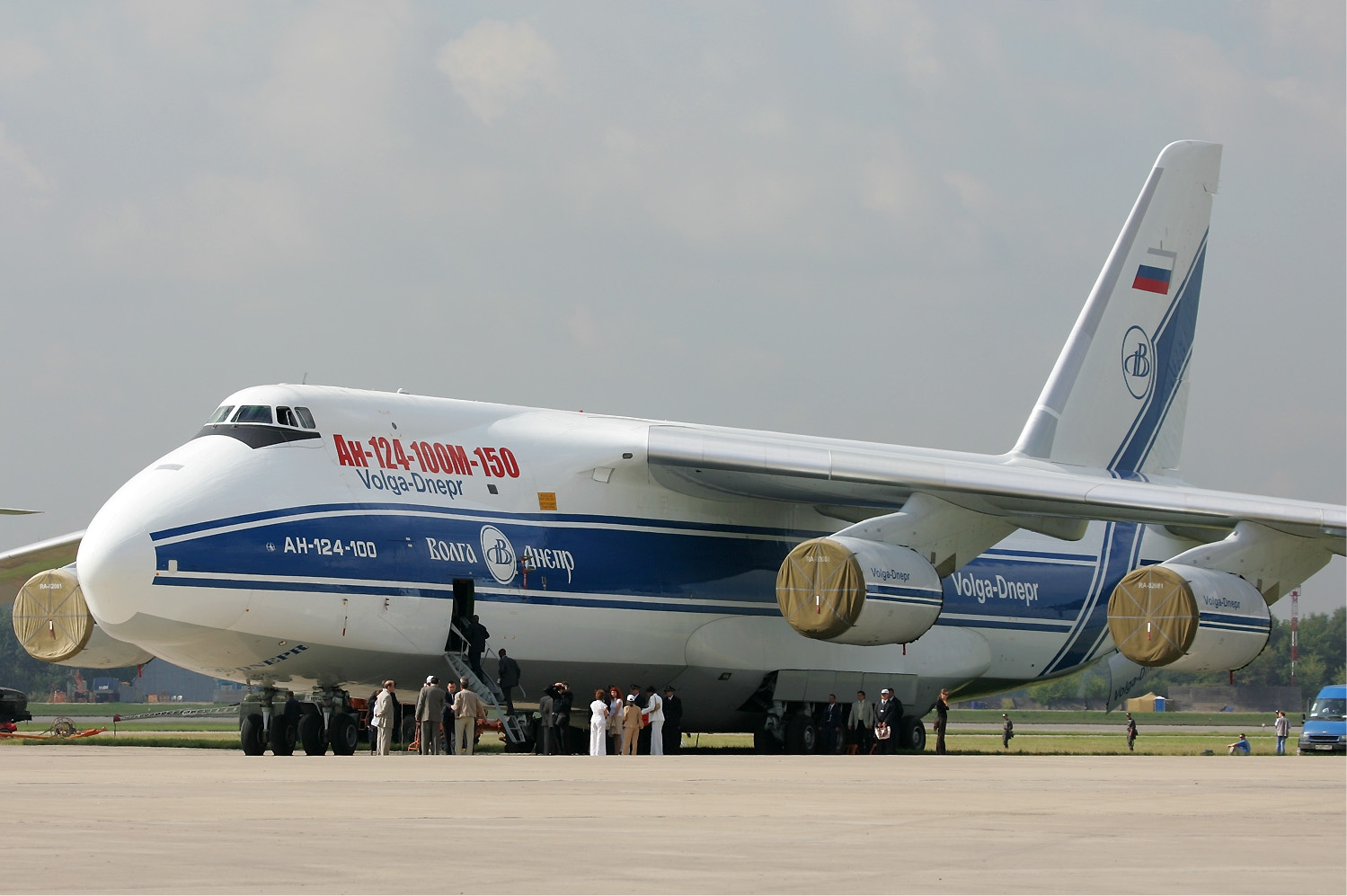
Antonov An-124 de la compagnie Volga-Dnepr Airlines.

La compagnie exploite différents types d'avions d'origine russe ou ukrainienne ; notamment une dizaine d'Antonov An-124-100, gros porteurs, que la compagnie cède à l'OTAN dans le cadre de certaines missions. Ces Antonov 124 peuvent emporter 150 tonnes, et se sont donc révélés très précieux durant certaines opérations en Afghanistan.
| Appareil                | Unités | Retirés | Notes                                                     |
| ----------------------- | ------ | ------- | --------------------------------------------------------- |
| Antonov An-124          | 7      | 7       |                                                           |
| Iliouchine Il-76TD-90VD | 5      | 1       | RA-76503, RA-76950, RA-76951, RA-76952 et RA-76511 (2024) |
| Yakovlev Yak-40         | 0      | 12      |                                                           |